# Tough (album de Kurtis Blow)
Pour les articles homonymes, voir Tough.
Albums de Kurtis Blow
Deuce
(1980) Party Time?
(1981)
Singles
1. Tough
Sortie : 1982

Tough est un EP de Kurtis Blow, sorti en 1982.
L'album s'est classé 38e au Top R&B/Hip-Hop Albums et 167e au Billboard 200.

## Liste des titres
| 1. | Tough | 5:50 |
| 2. | Juice | 6:15 |

| 1. | Daydreamin'           | 4:25 |
| 2. | Boogie Blues          | 5:26 |
| 3. | Baby You've Got to Go | 3:12 |